# Rosenkreuzarna

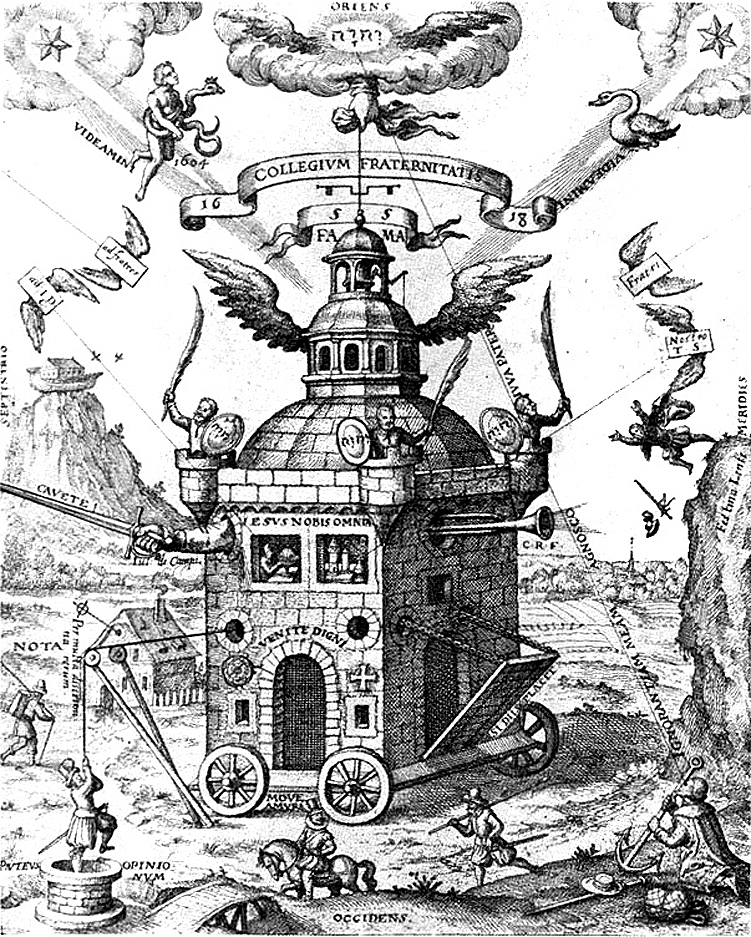
The Temple of the Rose Cross, Teophilus Schweighardt Constantiens, 1618.

Rosenkreuzare ("rosenkorsare"), eller Rosenkreutzare, är medlemmar av hemliga ordenssällskap med esoteriska läror av växlande innehåll. Sällskapen har sitt ursprung i tyska sammanslutningar från 1600-talet. Idag gör flera internationella sällskap anspråk på att förvalta traditionerna. Det hemliga sällskapet Rosœ Crucis, som anses ha sitt ursprung i de forntida egyptiska mysterieskolorna, är i Sverige benämnt Rosenkreutzareorden.

## Ursprung
Mellan 1614 och 1616 gavs i Tyskland tre böcker ut anonymt: Fama Fraternitatis RC (1614), Confessio Fraternitatis (1615) och Christian Rosencreutz alkemiska bröllop år 1459 (1616). Böckerna antydde att det fanns ett hemligt sällskap som väntade på att få träda fram och forma Europas framtid med en ny syn på religion, vetenskap och konst. De förespråkade ett förenande av de kunskaper som den nya vetenskapen kunde erbjuda och mystikens perspektiv som man hittade i gamla traditioner som hermetism, alkemi och kabbala. 
I de första böckerna hålls namnet på sällskapet hemligt och omnämns bara med initialerna RC. Det är först i Christian Rosencreutz alkemiska bröllop år 1459 som namnet på den påstådda grundaren, Christian Rosencreutz, skrivs ut i sin helhet och rörelsen namnges efter honom.
Böckerna uppfattades av många som en parodi över den tidens fascination för mystiscism och hemliga sällskap, och den würtembergska kyrkomannen Johann Valentin Andreae har i sina memoarer utgett sig som författare till Christian Rosencreutz alkemiska bröllop år 1459.
I böckerna uppmanades alla som var intresserade att bli en del av sällskapet att själva publicera sin ansökan om medlemskap publikt, vilket ledde till att en uppsjö av pamfletter trycktes upp och på så vis spred sig informationen om brödraskapet från Tyskland till England och Holland. Det är oklart om någon av dessa ansökningar fick något svar.
Under upplysningstiden trädde emellertid rosenkreutzarna in på arenan som ett, om inte öppet så åtminstone ett i vissa kretsar estimerat sällskap. De två största ordnarna var de tyska Gold- und Rosenkreutz (GuRK) som stiftades av Samuel Richter (Sincerus Renatus) vid slutet av 1600-talet. Den andra orden var ett resultat av den första, kallades Asiatiska bröderna (AB) och stiftades av en Hans Heinrich Ecker von Eckhoffen år 1780. GuRK ägnade sin tid åt alkemisk initiatorisk praktik och räknade bland sina medlemmar bland annat Goethe. AB fortsatte på den alkemiska vägen, men blandade även in magi och antinomiansk sabbatianism. Denna orden har haft kända svenska medlemmar, bland annat hertig Carl och den ryktbare Boheman (som var den som förde in orden till Sverige). Även GuRK fanns i Sverige.
Efter att ha somnat in vid 1800-talets gryning återkom de rosenkreutziska sammanslutningarna vid slutet av århundradet. L'Ordre Kabbalistique de la Rose + Croix och Rose Croix d'Orient som leddes av Stanislas de Guaita och Mauer var representanter för den franska ockulta vågen. Tillsammans med den engelska Hermetic Order of the Golden Dawn är dessa de främsta representanterna för den rosenkreutziska återkomsten. Samtliga tre är fortfarande representerade i världen.
Även mycket av frimurarvärlden har tagit stort intryck av rosenkreutzarna. Flera frimurarordnar har höggradsystem som tagit upp rosenkreutzisk symbolik, bland annat den svenska frimurarordens höggradsystem som skapades av hertig Carl. Vissa frimurarordnar, som till exempel Memfis-Mizraim-riten, arbetar inte endast enligt rosenkreutzisk symbolik utan även med dess mer praktiska tekniker såsom alkemi, magi och odödlighetslära.
Det mest intrikata och, ur esoterisk infallsvinkel, mest avancerade rosenkreutziska systemet är Arcana Arcanorum. Detta är en andlig alkemisk odödlighetslära som syftar till att vägleda kandidaten genom allt djupare initiatoriska nivåer för att slutligen finna de vises sten. Med denna ska kandidaten, som nu blivit mästare, återskapa sig själv till kropp, själ och ande (salt, svavel och kvicksilver) för att bli odödlig. Arcana Arcanorum kan spåras tillbaka till 1600-talets store tyske alkemist Michael Maier och genom 1700-talets Cagliostro och slutligen i 1800-talets Memfis-Mizraim-rit. Intressant nog finns det klara paralleller mellan Arcana Arcanorum och de mest avancerade österländska alkemiska teknikerna så som de lärs ut i den tantriska kriya yogan och den daoistiska inre alkemin. Men var ett inflytande ägt rum, och om, har aldrig fastställts.

## I Sverige
Idag finns det ett fåtal aktiva ordenssällskap som anser sig vara arvtagare till Rosenkreuzarna. I Sverige finns två versioner: de operativa logerna som huvudsakligen hämtar inspiration från Rosenkreuzisk alkemi, mystik och magi, samt de symboliska som huvudsakligen samlas kring Rosenkreuziska manifest och övriga filosofiska läror. 

### Svenska Misraimförbundet
Svenska Misraimförbundet (Societas Misraim), tidigare Ordo Merlini et Rosae Crusis eller Merlinorden, är ett hermetiskt ordenssällskap som grundades i Stockholm 1988. Ursprungligen växte det fram ur Föreningen Yggdrasil, en förening för utforskandet av keltisk mystik och fornnordisk sejd, när intresset för den hermetiska traditionen fördjupades hos vissa av medlemmarna. 
Svenska Misraimförbundet arbetar med Rudolf Steiners Misraimrit, som Steiner utvecklade mellan 1906 och 1914 och delvis vidareutvecklade under de sista åren av sitt liv. Steiners rit är en fortsättning av den ursprungliga rosenkreuziska linjen av Misraimriten. Verksamma loger av Svenska Misraimförbundet är numera Merlinlogen i Stockholm, Drottning Ommas loge i Ödeshög, Frejalogen i Göteborg, Isislogen i Hudiksvall samt kapitlet Rosornas Gåva i Ödeshög. Samarbete sker med Steiners Misraimrit i Skandinavien och internationellt, framförallt med Danmark och Belgien. 
Svenska Misraimförbundet tillhör de traditionslinjer av Misraimriten som har de ursprungliga[källa behövs] egypto-hellenska[källa behövs] invigningar som kallas Arcana Arcanorum.

### Gyllene Gryningens Hermetiska Orden
Ett operativt ordenssällskap är Golden Dawn, som i Sverige är verksamt under namnet Rosenkors-Orden, Alpha et Omega, vars yttre orden utgörs av Gyllene Gryningens Hermetiska Orden. Denna operativa orden har varit verksam i Sverige sedan 1994 och internationellt sedan 1982. Denna orden påstår sig, förutom att vara en avkomma i rakt nedstigande led till det ursprungliga Hermetic Order of the Golden Dawn från 1888, tillika vara en arvtagare till GuRK och AB, såväl som till Backstroms Societas Rosicruciana, Les Frères Ainées de la Rose+Croix (F.A.R.+C.), Rose Croix d'Orient (Egyptens Roskors) och Reaux Croix (Elus Cohen).

### Sodalitas Rosae + Crucis & Solis Alati
I Sverige finns även en 2002 grundad operativ orden som anser sig vara en nutida arvtagare till de svenska avdelningarna av GuRK och AB: Sodalitas Rosae + Crucis & Solis Alati.

### Rosenkors-Orden AMORC
Har funnits i Sverige/Norden sedan 1920. www.amorc.nu

## Kända rosenkreuzare
Följande kända vetenskapsmän, filosofer och monarker ingick i kretsen kring de tidiga historiska Rosenkreuzarna:
- Francis Bacon
- Jacob Böhme
- Gottfried Leibniz
- Drottning Kristina
- Johan Bureus
- Gustav III
- Karl XIII

## Fördjupningslitteratur
Rosenkreuzarna förekommer livligt i diverse konspirationsteorier, bland annat i Umberto Ecos Foucaults pendel. Mer litteratur är The Rosicrucians och Rose Cross and the Age of Reason av Christopher McIntosh och, för den svenska aspekten, Rose-Cross over the Baltic av Susanna Åkerman.